# Aulacaspis kenyae
Aulacaspis kenyae är en insektsart som först beskrevs av Hall 1946.  Aulacaspis kenyae ingår i släktet Aulacaspis och familjen pansarsköldlöss. Inga underarter finns listade i Catalogue of Life.